# 元町 (大阪市)
元町（もとまち）は、大阪府大阪市浪速区の町名。現行行政地名は元町一丁目から元町三丁目。

## 地理
浪速区の中央部に位置し、東に難波中、西に塩草、北西から北にかけて湊町、南に敷津西と接している。

## 歴史
元和 - 寛永年間の新町遊廓開設に伴って、西成郡下難波村の集落を道頓堀川以南へ移転させることになったが、その際に移転集落が形成されたのが当地である。下難波村は1700年（元禄13年）に上難波村（人口0）の飛地を編入して難波村に改称された。
1897年（明治30年）に難波村の全域が大阪市へ編入され南区に所属。1900年（明治33年）に難波元町1 - 5丁目の町名が誕生した。1925年（大正14年）に新設された浪速区へ転属となり、同時に「難波」の冠称を廃した。1980年（昭和55年）に東神田町の一部を編入して1 - 3丁目に改編され、現在に至る。
当地に位置するOsaka Metro難波駅の四つ橋線ホームは、1965年（昭和40年）に難波駅（現：御堂筋線ホーム）とは別の難波元町駅として開業した。両者を結ぶ千日前線ホームや地下街の虹のまち（現：なんばウォーク）が未開業だったためで、1970年（昭和45年）の千日前線延伸の際に難波駅に統合・改称された。

## 世帯数と人口
2019年（平成31年）3月31日現在の世帯数と人口は以下の通りである。
| 丁目       | 世帯数    | 人口    |
| ---------- | --------- | ------- |
| 元町一丁目 | 990世帯   | 1,429人 |
| 元町二丁目 | 903世帯   | 1,223人 |
| 元町三丁目 | 1,407世帯 | 1,819人 |
| 計         | 3,300世帯 | 4,471人 |

### 人口の変遷
国勢調査による人口の推移。
| 1995年（平成7年）  | 3,060人 | [ 5 ] |  |
| 2000年（平成12年） | 3,439人 | [ 6 ] |  |
| 2005年（平成17年） | 3,671人 | [ 7 ] |  |
| 2010年（平成22年） | 4,173人 | [ 8 ] |  |
| 2015年（平成27年） | 4,818人 | [ 9 ] |  |

### 世帯数の変遷
国勢調査による世帯数の推移。
| 1995年（平成7年）  | 1,601世帯 | [ 5 ] |  |
| 2000年（平成12年） | 2,145世帯 | [ 6 ] |  |
| 2005年（平成17年） | 2,354世帯 | [ 7 ] |  |
| 2010年（平成22年） | 3,012世帯 | [ 8 ] |  |
| 2015年（平成27年） | 3,553世帯 | [ 9 ] |  |

## 事業所
2016年（平成28年）現在の経済センサス調査による事業所数と従業員数は以下の通りである。
| 丁目       | 事業所数  | 従業員数 |
| ---------- | --------- | -------- |
| 元町一丁目 | 208事業所 | 2,620人  |
| 元町二丁目 | 210事業所 | 1,819人  |
| 元町三丁目 | 91事業所  | 1,301人  |
| 計         | 509事業所 | 5,740人  |

## 交通
- 国道25号
- 国道165号

## 施設
- 大阪市消防局 浪速消防署
- 大阪市立難波元町小学校
- 長尾谷高等学校 なんば校
- 代々木ゼミナール 大阪南校
- 難波八阪神社

## その他

### 日本郵便
- 〒556-0016[3]（集配局：浪速郵便局[11]）